# Kumsusan-Palast der Sonne
Der Kumsusan-Palast (auch Kumsusan-Palast der Sonne) ist ein Gebäude in der nordkoreanischen Hauptstadt Pjöngjang. Er befindet sich nordöstlich der Innenstadt an der Kumsong-Straße im Bezirk Taesŏng-guyŏk im Ortsteil Miam-dong.
Das Gebäude war der Amtssitz des „ewigen Präsidenten“ Kim Il-sung und ist heute dessen Mausoleum. Es handelt sich zugleich um das größte bestehende Mausoleum, das einem kommunistischen Machthaber gewidmet ist.

Der Leichnam Kim Jong-ils wurde nach dessen Tod im Dezember 2011 ebenfalls im Kumsusan-Palast aufgebahrt und das Gebäude zunächst wegen Umbauarbeiten geschlossen. 2012 wurde das Mausoleum in Kumsusan-Palast der Sonne umbenannt.

## Architektur und Einrichtung
Vor dem monumentalen Bauwerk im Stil des Neoklassizismus befindet sich ein weitläufiger Platz. An der nördlichen und östlichen Seite ist es von einem Wassergraben umgeben. Das Tor im Eingangsbereich ist mit auffälligen Goldbeschlägen versehen. Der Palast ist angeblich mit einer Verbindung zum Haus Nummer 15 im südlich gelegenen Ortsteil Jungsung-song untertunnelt und mit einem unterirdischen Bunkersystem ausgestattet.

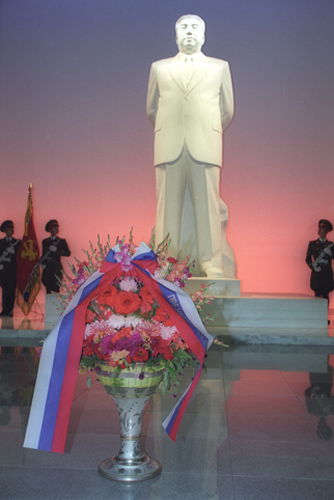
Kim-Il-sung-Statue im Gebäudeinnern

Nach dem Tod Kim Il-sungs im Jahr 1994 ließ sein Sohn und Nachfolger Kim Jong-il das Haus renovieren und zur Ruhestätte seines Vaters umbauen.
Im sogenannten Tränensaal befindet sich ein Kristallsarkophag mit dem einbalsamierten Leichnam Kim Il-sungs, dessen Kopf auf einem traditionell koreanischen Kissen gebettet und dessen Körper mit der Flagge der Partei der Arbeit Koreas bedeckt ist.
In der dritten der fünf mit Marmor- und Granitböden ausgestatteten großen Hallen sind der Dienstwagen des Verstorbenen, ein Mercedes-Benz 600 SEL, und der Eisenbahnwaggon ausgestellt, in dem Kim Il-sung das Land bereiste. In einer weiteren Halle werden dessen Reiserouten auf einer elektronischen Anzeigetafel dargestellt. Rollbänder dienen der Beförderung der Besucher innerhalb des Gebäudes. Akustisch werden die Räume durch Lautsprecher mit koreanischen Gesängen beschallt. Vor dem Betreten der Grabstätte werden die Schuhe der Besucher mit Bürsten und die Kleidung mit einem Gebläse gereinigt.

## Sonstiges
Von Besuchern wird festliche Kleidung vorausgesetzt und je eine Verbeugung auf jeder Seite des Leichnams erwartet. Für ausländische Besucher ist der Kumsusan-Palast lediglich donnerstags und sonntags geöffnet und nur nach rechtzeitiger vorheriger Anmeldung beim Außenministerium zugänglich. Fotografieren, Filmen und Rauchen sind innerhalb des Gebäudes nicht gestattet.
Das Gebäude ist auf der Vorderseite des 500-Won-Scheines von 2008 abgebildet. Ein Endpunkt der Kŭmsusan-Linie der Straßenbahn Pjöngjang befindet sich hier. Die davor liegende Metrostation Kwangmyŏng wurde 1995 geschlossen.
Im Rahmen der Fußball-Weltmeisterschaft der Frauen 2011 reiste erstmals eine größere deutsche Delegation mit 30 Personen nach Nordkorea, darunter Claudia Roth (Bündnis 90/Die Grünen), DFB-Präsident Theo Zwanziger, Thomas Feist (CDU), Katrin Kunert (Die Linke) und Patrick Kurth (FDP). Innerhalb der Delegation hatte es dabei Streit um den Besuch im Kumsusan-Palast gegeben, der von Feist und Kurth verweigert wurde.